# Australische Sumpfratte

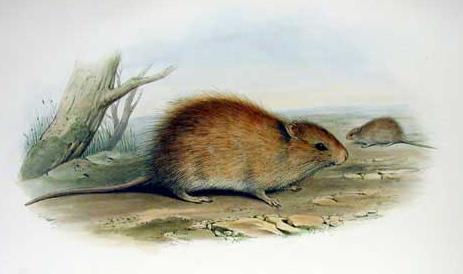
Australische Sumpfratte (Rattus lutreolus), Zeichnung von John Gould

Die Australische Sumpfratte (Rattus lutreolus) ist ein Nagetier in der Familie der Langschwanzmäuse.
Die Population in den Atherton Tablelands erhält in einzelnen Publikationen Artstatus. In Mammal Species of the World sowie bei der IUCN wird sie zur Australischen Sumpfratte gezählt, da eindeutige genetische Nachweise fehlen.

## Merkmale
Die Art erreicht eine Kopf-Rumpf-Länge von 122 bis 197 mm, eine Schwanzlänge von 56 bis 147 mm sowie durchschnittliches Gewicht von 115 g. Das Fell der Oberseite ist graubraun bis dunkelgrau, während die Unterseite heller bräunlich bis cremefarben ist. Einige Haare auf dem Rücken besitzen goldene Spitzen. Die Australische Sumpfratte besitzt kleine Ohren, die überwiegend im Fell verborgen sind. Sie hat einen beschuppten Schwanz mit verstreuten Haaren.

## Verbreitung
Diese Ratte kommt mit mehreren voneinander getrennten Populationen in küstennahen Regionen des östlichen und südöstlichen Australiens vor. Sie kann weiterhin auf ganz Tasmanien angetroffen werden. Die Australische Sumpfratte bevorzugt feuchte Landschaften mit Sauergrasgewächsen und Heidekräutern. Auf Tasmanien nutzt sie zusätzlich feuchte Wälder mit Hartlaubgewächsen oder anderen Laubbäumen sowie Moore mit Buttongras (Gymnoschoenus sphaerocephalus) als Habitat. Die Art meidet spärlich bewachsene Sumpfflächen, vermutlich um einer Entdeckung durch Raubvögel zu entgehen.

## Lebensweise
Abhängig von der Verbreitung können sich Weibchen zwischen Frühling und Herbst, oder das ganze Jahr fortpflanzen. Außerhalb des Östrus sind sie aggressiv gegenüber Männchen. Nach der Paarung und einer drei- bis vierwöchigen Trächtigkeit werden drei bis fünf Junge geboren, die etwa 5 g wiegen. Die Geschlechtsreife erreichen Weibchen nach etwa drei Monaten. Sie können noch im selben Jahr (nach Geburt im Frühjahr) oder im Folgejahr mehrere Würfe zeugen. Einige in Gefangenschaft gehaltene Exemplare lebten ein Jahr und vereinzelte Individuen konnten ein Alter von 2,4 Jahren erreichen.
Die Australische Sumpfratte frisst hauptsächlich Blätter und Pflanzenstängel, die in den warmen Monaten mit Samen, Früchten und Insekten komplettiert werden. Selten gehören Wurzeln und unterirdische Pilze zur Nahrung.

## Die Australische Sumpfratte und Menschen
Das Fleisch dieser Ratte gehörte ursprünglich zu den Nahrungsmitteln der Aborigines. Es wurde inzwischen durch das Fleisch anderer Tiere ersetzt.
Auf dem australischen Festland verlor die Art einen Teil ihres Verbreitungsgebiets nach der Ankunft der europäischen Einwanderer. Obwohl der Gesamtbestand abnimmt, gilt die Australische Sumpfratte als nicht gefährdet (Least Concern). Sie ist in verschiedenen Naturschutzgebieten heimisch.